# モハメド・アル・ハマド・スタジアム
モハメド・アル・ハマド・スタジアム（アラビア語: ستاد محمد الحمد, 英: Mohammed Al-Hamad Stadium）は、クウェートのハワッリーにある多目的スタジアムである。

## 概要
収容人数は22,000人。主にサッカーの試合に用いられる。クウェート・プレミアリーグに所属するカーディシーヤSCがホームスタジアムとして利用する他、サッカークウェート代表のホームスタジアムとしても利用される。
2011年6月23日、ロンドンオリンピックサッカーアジア予選2次予選のクウェート代表対日本代表の試合が開催された。